# Fox Lake (Timberlea)
Fox Lake är en sjö i Kanada.   Den ligger i provinsen Nova Scotia, i den sydöstra delen av landet, 1 000 km öster om huvudstaden Ottawa. Fox Lake ligger 80 meter över havet. Arean är 0,17 kvadratkilometer. Den ligger vid sjöarna  Ash Lake Quarry Lake och Susies Lake.Den sträcker sig 0,7 kilometer i nord-sydlig riktning, och 0,5 kilometer i öst-västlig riktning.
I omgivningarna runt Fox Lake växer i huvudsak blandskog. Runt Fox Lake är det mycket tätbefolkat, med 1 177 invånare per kvadratkilometer.